# Salif Keita (futbolista)
Salif Keita (Dakar, Senegal, 19 de octubre de 1975) es un exfutbolista de Senegal que jugaba en la posición de delantero centro.

## Carrera

### Club
| Periodo   | Club                | Apariciones | Goles |
| --------- | ------------------- | ----------- | ----- |
| 1991–1994 | Germinal Ekeren     | 13          | 2     |
| 1994–1997 | Royal Cappellen FC  | 89          | 43    |
| 1997–1998 | KRC Genk            | 19          | 2     |
| 1998-1999 | KV Kortrijk         | 28          | 13    |
| 1999-2002 | Hannover 96         | 49          | 8     |
| 2002-2004 | 1. FC Union Berlin  | 58          | 13    |
| 2004–2005 | Rot-Weiß Oberhausen | 23          | 8     |
| 2005–2007 | TuS Koblenz         | 50          | 15    |
| 2007–2008 | Pierikos FC         | 16          | 4     |
| 2008      | Olympiakos Nicosia  | 14          | 6     |
| 2009      | APEP Pitsilia       | 6           | 0     |
| 2009–2010 | AS Douanes Dakar    | 43          | 9     |

### Selección nacional
Jugó para Senegal en 12 ocasiones de 1993 a 2000 y anotó seis goles; participó en la Copa Africana de Naciones 2000.

## Logros
- Copa de Bélgica: 1997–98[3]